# Eulalia hirtifolia
Eulalia hirtifolia är en gräsart som först beskrevs av Eduard Hackel, och fick sitt nu gällande namn av Aimée Antoinette Camus. Eulalia hirtifolia ingår i släktet Eulalia och familjen gräs. Inga underarter finns listade i Catalogue of Life.